# Ryōta Ōshima
Ryōta Ōshima (大島 僚太?, Ōshima Ryōta; Shizuoka, 23 gennaio 1993) è un calciatore giapponese, centrocampista del Kawasaki Frontale.

## Caratteristiche tecniche
È un centrocampista abile nel dribbling e dotato di un buon tiro dalla distanza. Grazie alla sua ottima visione di gioco, la precisione nei passaggi, l'abilità nel creare azioni di gioco e le sue qualità di impostazione, può ricoprire sia il ruolo di interno di centrocampo, sia quello di trequartista. È un calciatore duttile; infatti, in carriera è stato anche impiegato come esterno di centrocampo sia destro e che sinistro, per merito della sua capacità di effettuare inserimenti offensivi.
In patria viene chiamato “Kengo II”, poiché possiede molte caratteristiche comuni a Kengo Nakamura, che gioca di fianco a lui al Kawasaki Frontale.
Seppur limitato fisicamente per la sua costituzione brevilinea (i diversi infortuni lo hanno tenuto fuori dai campi di gioco più volte), conferma la sua bravura anche nei calci piazzati.

## Carriera

### Club

#### Giovanili
Inizia la sua carriera nel 2008 nel Shizuoka Gakuen High School, anno in cui decise di diventare un calciatore professionistico, sebbene i suoi genitori insistettero dicendogli di dedicarsi al baseball, lo sport più popolare in Giappone. Con lo Shizuoka Gakuen High School, squadra giovanile della scuola liceale in cui si è iscritto, nel 2010 partecipa al torneo nazionale chiamato Prince Takamado, nella quale si arrende alle semifinali contro il Sanfrecce Hiroshima U-18. In quel torneo Ōshima si fa notare, a tal punto che nel 2011 viene acquistato dal Kawasaki Frontale, rinunciando così all’università, per militare nelle varie divisioni giovanili del club.

#### Kawasaki Frontale
Gioca la sua prima partita in campionato con i colori del Kawasaki Frontale, il 7 maggio 2011, nella gara persa per 1 a 0 contro il Vissel Kobe in trasferta, entrando al 73º minuto al posto di Kyōhei Noborizato.
Debutta in Coppa J. League il 5 luglio 2011 durante la partita contro il Sanfrecce Hiroshima, terminata 2 a 2. Durante il match di ritorno di Coppa J. League, tenutosi il 27 luglio 2011, ottiene la sua prima ammonizione in carriera.
Nel suo anno da rookie, gioca in totale tra tutte le competizioni (campionato e coppa nazionale) 13 partite, senza però realizzare nessuna rete all’attivo.
A partire dalla seconda stagione col Kawasaki Frontale, Ōshima diventa un membro fondamentale per il club di Kawasaki e, il 3 maggio 2012, trova la sua prima rete siglata al minuto dello stesso numero di maglia che indossa, ovvero il numero 30, contro il Júbilo Iwata (partita di campionato vinta per 4 a 3).
Nel 2013 indossa la maglia numero “16”. In quella stagione lui e i suoi compagni ottengono il terzo posto in campionato giapponese, concludendo l’anno con solo tre punti di differenza dal Sanfrecce Hiroshima, squadra che ha vinto la J-League 1 di quell’anno. Nonostante la non vittoria del campionato, il Kawasaki Frontale si è qualificato all’AFC Champions League dell’edizione 2014.
Il 26 febbraio 2014 fa il suo debutto in Champions League asiatica contro il Beijing Renhe, giocando tutta la partita, che è stata vinta per 1 a 0. Il 1º aprile fa il suo primo goal nella competizione internazionale contro il Western Sydney Wanderers. Escono dalla Champions League asiatica agli ottavi di finale contro l’FC Seoul.
Dalla stagione 2016 indossa la maglia numero “10” col Kawasaki Frontale. Sempre in quell’anno vincono la Coppa dell’Imperatore, il primo trofeo vinto da Ōshima a livello professionistico.
Nel 2017 vincono altri due trofei: la J-League Cup e soprattutto il campionato giapponese.
Ottengono anche la Supercoppa giapponese nel 2018.

### Nazionale

#### Giappone U-19
Nel 2012 ha militato nell'Under-19.

#### Giappone olimpica
Viene convocato per le Olimpiadi 2016 in Brasile, dove gioca tutte le tre partite di girone.

#### Nazionale maggiore
Il 1º settembre 2016 debutta in Nazionale maggiore per la partita di qualificazione per i Mondiali 2018 persa per 2-1 contro gli Emirati Arabi Uniti giocando per i primi 75 minuti prima che Genki Haraguchi lo ha sostituito.
Il 16 maggio 2018 viene inserito nella lista dei preconvocati per i Mondiali del 2018 e, il 31 maggio, l’allenatore Akira Nishino ha deciso di portarlo definitivamente in Russia.

## Statistiche

### Presenze e reti nei club
Statistiche aggiornate al 9 dicembre 2023.
| Stagione                 | Club                     | Campionato               | Campionato | Campionato | Coppe nazionali | Coppe nazionali | Coppe nazionali | Coppe continentali | Coppe continentali | Coppe continentali | Altre coppe | Altre coppe | Altre coppe | Totale | Totale |
| Stagione                 | Club                     | Comp                     | Pres       | Reti       | Comp            | Pres            | Reti            | Comp               | Pres               | Reti               | Comp        | Pres        | Reti        | Pres   | Reti   |
| ------------------------ | ------------------------ | ------------------------ | ---------- | ---------- | --------------- | --------------- | --------------- | ------------------ | ------------------ | ------------------ | ----------- | ----------- | ----------- | ------ | ------ |
| 2011                     | Kawasaki Frontale        | J1                       | 9          | 0          | CG+CdL          | 1+4             | 0               | -                  | -                  | -                  | -           | -           | -           | 14     | 0      |
| 2012                     | Kawasaki Frontale        | J1                       | 20         | 3          | CG+CdL          | 3+3             | 0               | -                  | -                  | -                  | -           | -           | -           | 26     | 3      |
| 2013                     | Kawasaki Frontale        | J1                       | 12         | 0          | CG+CdL          | 1+4             | 0               | -                  | -                  | -                  | -           | -           | -           | 17     | 0      |
| 2014                     | Kawasaki Frontale        | J1                       | 28         | 0          | CG+CdL          | 2+4             | 0+1             | ACL                | 7                  | 1                  | -           | -           | -           | 41     | 2      |
| 2015                     | Kawasaki Frontale        | J1                       | 28         | 0          | CG+CdL          | 3+2             | 1+0             | -                  | -                  | -                  | -           | -           | -           | 33     | 1      |
| set. 2015                | J. League U-22           | J3                       | 1          | 0          | -               | -               | -               | -                  | -                  | -                  | -           | -           | -           | 1      | 0      |
| 2016                     | Kawasaki Frontale        | J1                       | 24         | 2          | CG+CdL          | 2+0             | 0               | -                  | -                  | -                  | -           | -           | -           | 26     | 2      |
| 2017                     | Kawasaki Frontale        | J1                       | 25         | 1          | CG+CdL          | 1+2             | 0               | ACL                | 6                  | 0                  | -           | -           | -           | 34     | 1      |
| 2018                     | Kawasaki Frontale        | J1                       | 29         | 2          | CG+CdL          | 2+0             | 0               | ACL                | 4                  | 0                  | SG          | 1           | 0           | 36     | 2      |
| 2019                     | Kawasaki Frontale        | J1                       | 19         | 2          | CG+CdL          | 0+3             | 0               | ACL                | 3                  | 0                  | SG          | 1           | 0           | 26     | 2      |
| 2020                     | Kawasaki Frontale        | J1                       | 23         | 3          | CG+CdL          | 2+5             | 0+1             | -                  | -                  | -                  | -           | -           | -           | 30     | 4      |
| 2021                     | Kawasaki Frontale        | J1                       | 7          | 1          | CG+CdL          | 3+0             | 0               | ACL                | 5                  | 1                  | SG          | 0           | 0           | 15     | 2      |
| 2022                     | Kawasaki Frontale        | J1                       | 11         | 1          | CG+CdL          | 0               | 0               | ACL                | 0                  | 0                  | SG          | 1           | 0           | 12     | 1      |
| 2023                     | Kawasaki Frontale        | J1                       | 14         | 0          | CG+CdL          | 0+2             | 0               | ACL                | 0                  | 0                  | -           | -           | -           | 16     | 0      |
| Totale Kawasaki Frontale | Totale Kawasaki Frontale | Totale Kawasaki Frontale | 249        | 15         |                 | 49              | 3               |                    | 25                 | 2                  |             | 3           | 0           | 326    | 20     |
| Totale carriera          | Totale carriera          | Totale carriera          | 250        | 15         |                 | 49              | 3               |                    | 25                 | 2                  |             | 3           | 0           | 327    | 20     |

### Cronologia presenze e reti in nazionale
| Cronologia completa delle presenze e delle reti in nazionale ― Giappone | Cronologia completa delle presenze e delle reti in nazionale ― Giappone | Cronologia completa delle presenze e delle reti in nazionale ― Giappone | Cronologia completa delle presenze e delle reti in nazionale ― Giappone | Cronologia completa delle presenze e delle reti in nazionale ― Giappone | Cronologia completa delle presenze e delle reti in nazionale ― Giappone | Cronologia completa delle presenze e delle reti in nazionale ― Giappone | Cronologia completa delle presenze e delle reti in nazionale ― Giappone |
| Data                                                                    | Città                                                                   | In casa                                                                 | Risultato                                                               | Ospiti                                                                  | Competizione                                                            | Reti                                                                    | Note                                                                    |
| ----------------------------------------------------------------------- | ----------------------------------------------------------------------- | ----------------------------------------------------------------------- | ----------------------------------------------------------------------- | ----------------------------------------------------------------------- | ----------------------------------------------------------------------- | ----------------------------------------------------------------------- | ----------------------------------------------------------------------- |
| 1-9-2016                                                                | Saitama                                                                 | Giappone                                                                | 1 – 2                                                                   | Emirati Arabi Uniti                                                     | Qual. Mondiali 2018                                                     | -                                                                       | 75’                                                                     |
| 12-12-2017                                                              | Chōfu                                                                   | Giappone                                                                | 2 – 1                                                                   | Cina                                                                    | Coppa dell'Asia orientale 2017                                          | -                                                                       | 30’                                                                     |
| 23-3-2018                                                               | Liegi                                                                   | Giappone                                                                | 1 – 1                                                                   | Mali                                                                    | Amichevole                                                              | -                                                                       | 34’                                                                     |
| 30-5-2018                                                               | Yokohama                                                                | Giappone                                                                | 0 – 2                                                                   | Ghana                                                                   | Amichevole                                                              | -                                                                       | 82’                                                                     |
| 8-6-2018                                                                | Lugano                                                                  | Svizzera                                                                | 2 – 0                                                                   | Giappone                                                                | Amichevole                                                              | -                                                                       | 70’                                                                     |
| 14-12-2019                                                              | Busan                                                                   | Giappone                                                                | 5 – 0                                                                   | Hong Kong                                                               | Coppa dell'Asia orientale 2019                                          | -                                                                       | cap.                                                                    |
| 18-12-2019                                                              | Busan                                                                   | Corea del Sud                                                           | 1 – 0                                                                   | Giappone                                                                | Coppa dell'Asia orientale 2019                                          | -                                                                       | 62’                                                                     |
| Totale                                                                  |                                                                         | Presenze                                                                | 7                                                                       |                                                                         | Reti                                                                    | 0                                                                       |                                                                         |

| Cronologia completa delle presenze e delle reti in nazionale ― Giappone Olimpica | Cronologia completa delle presenze e delle reti in nazionale ― Giappone Olimpica | Cronologia completa delle presenze e delle reti in nazionale ― Giappone Olimpica | Cronologia completa delle presenze e delle reti in nazionale ― Giappone Olimpica | Cronologia completa delle presenze e delle reti in nazionale ― Giappone Olimpica | Cronologia completa delle presenze e delle reti in nazionale ― Giappone Olimpica | Cronologia completa delle presenze e delle reti in nazionale ― Giappone Olimpica | Cronologia completa delle presenze e delle reti in nazionale ― Giappone Olimpica |
| Data                                                                             | Città                                                                            | In casa                                                                          | Risultato                                                                        | Ospiti                                                                           | Competizione                                                                     | Reti                                                                             | Note                                                                             |
| -------------------------------------------------------------------------------- | -------------------------------------------------------------------------------- | -------------------------------------------------------------------------------- | -------------------------------------------------------------------------------- | -------------------------------------------------------------------------------- | -------------------------------------------------------------------------------- | -------------------------------------------------------------------------------- | -------------------------------------------------------------------------------- |
| 5-8-2016                                                                         | Manaus                                                                           | Nigeria                                                                          | 5 – 4                                                                            | Giappone                                                                         | Olimpiadi 2016 - 1º turno                                                        | -                                                                                |                                                                                  |
| 8-8-2016                                                                         | Manaus                                                                           | Giappone                                                                         | 2 – 2                                                                            | Colombia                                                                         | Olimpiadi 2016 - 1º turno                                                        | -                                                                                | 62’                                                                              |
| 11-8-2016                                                                        | Salvador                                                                         | Giappone                                                                         | 1 – 0                                                                            | Svezia                                                                           | Olimpiadi 2016 - 1º turno                                                        | -                                                                                |                                                                                  |
| Totale                                                                           |                                                                                  | Presenze                                                                         | 3                                                                                |                                                                                  | Reti                                                                             | 0                                                                                |                                                                                  |

## Palmarès

### Club

#### Competizioni nazionali
- Campionato giapponese: 4

Kawasaki Frontale: 2017, 2018, 2020, 2021
- Supercoppa del Giappone: 3

Kawasaki Frontale: 2019, 2021, 2024
- Coppa J. League: 1

Kawasaki Frontale: 2019
- Coppa dell'Imperatore: 2

Kawasaki Frontale: 2020, 2023

### Nazionale
- Coppa d'Asia AFC Under-23: 1

2016

### Individuale
- Squadra del campionato giapponese: 1

2018